# Четвертий Константинопольський собор
Четве́ртий Константино́польський собо́р — собор християнської церкви, скликаний на рубежі 869 i 870 років у Константинополі імператором Василієм Македонянином. Собор вирішував суперечку між папою Римським Адріаном II та патріархом Константинопольським Фотієм з питань юрисдикції та філіокве. Фотій був усунений з посади. Цей етап собору вважається католиками вселенським, проте не визнається таким православними.
На рубежі 879 i 880 року собор зібрався знову як Софійський помісний собор. На ньому Фотій був реабілітований. Визначення Собору 879 року увійшли до канонічного кодексу Православної Церкви. Початково другий етап собору визнавався і католиками і православними, однак після Великої Схизми католики не визнають цей собор вселенським.